# みやま納涼花火大会
みやま納涼花火大会は、福岡県みやま市の矢部川河川敷で1977年から毎年7月20日に開催されている花火大会。
2007年の瀬高町の合併による、みやま市発足により瀬高町納涼花火大会（せたかちょうのうりょうはなびたいかい）から改称された。

## 概要
第43回みやま納涼花火大会の概要
- 開催場所 - 矢部川瀬高橋上流付近
- 打ち上げ数 - 約8,000発
- 日時 - 7月20日20時から21時30分頃、荒天時延期
- 会場 - 山門高等学校グラウンド、矢部川河川敷、下庄小学校前バイパス付近（歩行者天国エリア）
- 駐車場 - 臨時駐車場5か所、合計600台（無料）
- 主催 - みやま納涼花火大会実行委員会

## アクセス
- JR瀬高駅から徒歩15〜20分
- 九州自動車道みやま柳川ICから車で5分
- JR瀬高駅から堀川バス乗車